# Ferdinand von Marterer
Ferdinand svobodný pán von Marterer (německy Ferdinand Franz Heinrich Adalbert Freiherr von Marterer) (30. října 1862 Praha – 29. ledna 1919 Vídeň) byl rakousko-uherský generál. Jako pražský rodák začínal v c. k. armádě aktivní službu v Čechách, poté sloužil u posádek na různých místech monarchie. Později se stal důstojníkem generálního štábu a nakonec byl v letech 1916–1918 ředitelem vojenské kanceláře císaře Karla I. V roce 1917 dosáhl hodnosti generála pěchoty a získal titul barona. Jako aktivní účastník bojů na frontě selhal a ještě před koncem první světové války byl odeslán na zdravotní dovolenou, krátce poté zemřel ve Vídni.

## Životopis
Pocházel z pražské rodiny, jeho děd Vojtěch Marterer bydlel na Malé Straně a jako lékař působil u hrabat Valdštejnů. Ferdinandovým otcem byl právník František Marterer (1814–1900), který byl mimo jiné spolužákem Karla Hynka Máchy, začínal jako úředník u Valdštejnů a později dosáhl postu českého zemského advokáta. Ferdinand se narodil v Praze a byl pokřtěn v Týnském chrámu. V letech 1879–1881 navštěvoval kadetní školu v Praze a vojenskou službu nastoupil u pěšího pluku č. 98. Později si doplnil vzdělání na Válečné škole (K.u.k. Kriegschule) ve Vídni (1887–1889) a v hodnosti nadporučíka (1888) byl přidělen ke generálnímu štábu, souběžně sloužil u 10. brigády pěchoty v Opavě a poté u 24. divize pěchoty v Přemyšlu. V roce 1892 byl v hodnosti kapitána přeložen do Vídně a působil u operačního oddělení generálního štábu, od roku 1897 sloužil u 91. pěšího pluku v Praze a následně u 13. pěchotní brigády ve Vídni. V roce 1904 byl přidělen k císařské vojenské kanceláři a v roce 1905 byl povýšen na plukovníka. Ve vojenské kanceláři byl pověřován důležitými úkoly Arthurem Bolfrasem a v roce 1910 byl jmenován jeho zástupcem. Mezitím byl v roce 1908 povýšen do šlechtického stavu a v roce 1910 získal hodnost generálmajora.
Na začátku první světové války byl povýšen do hodnosti polního podmaršála a byl pověřován různými misemi vojenského charakteru. Po nástupu Karla I. na trůn se stal jeho generálním pobočníkem a současně ředitelem císařské vojenské kanceláře (1916-1918). V roce 1916 byl zároveň jmenován c. k. tajným radou s nárokem na oslovení Excelence a v roce 1917 byl povýšen do hodnosti generála pěchoty. Téhož roku získal titul barona. Po boku císaře se osobně zúčastnil několika válečných tažení, v té době se ale projevily jeho slabiny, protože ačkoliv dříve proslul jako zdatný organizátor vojenských cvičení, přímé konfrontaci s nepřítelem nebyl dosud vystaven. Vzhledem k dlouholetému působení ve vysokých funkcích ve vojenské administraci navíc úplně ztratil kontakt s řadovými vojáky. V květnu 1918 byl odeslán na zdravotní dovolenou a do aktivní služby se již nevrátil. Zemřel o půl roku později ve Vídni ve věku 56 let.
V roce 1899 se v Praze oženil s Elisabeth (Elisou) Kripalovou (1876–1946), sňatek se konal kostele sv. Jindřicha na Novém Městě. Z manželství se narodily tři děti, nejstarší syn Alfred (1900–1974) byl inženýrem a později přesídlil do Brazílie.

## Erb
Při povýšení do šlechtického stavu obdržel v roce 1908 erb, který mu byl ve stejné podobě potvrzen i při povýšení do stavu svobodných pánů (1917). Modrý štít prostupuje dvakrát lomené zlaté břevno ve tvaru písmene M (= Marterer). Martererův erb se již v době povýšení stal předmětem diskuzí, protože nepsaná pravidla heraldiky pravila, že takto jednoduché znaky by měly být vyhrazeny jen nejstarším šlechtickým rodinám, zatímco při hromadném povyšování v 19. a 20. století byly udělovány složitě dělené štíty. Martereův erb navíc jako doplněk obsahoval kolčí přilbu, která se v této době jako heraldický prvek užívala již jen zcela výjimečně.

## Řády a vyznamenání
Během své vojenské služby obdržel několik rakouských vyznamenání (Řád železné koruny například postupně ve všech třech třídách), s ohledem na své působení ve vysokých funkcích v blízkosti císaře získal také řadu ocenění od zahraničních panovníků.

### Rakousko-Uhersko
- Řád železné koruny III. třídy (1903)
- rytíř Leopoldova řádu (1910)
- Řád železné koruny II. třídy s válečnou dekorací (1914)
- Řád železné koruny I. třídy s válečnou dekorací (1916)
- velkokříž Leopoldova řádu (1918)
- Vojenský záslužný kříž III. třídy (1897)

### Zahraniční vyznamenání
- Řád červené orlice II. třídy (Prusko)
- Řád koruny I. třídy (Prusko)
- Železný kříž I. a II. třídy (Německo)
- velkokříž Vojenského záslužného řádu (Bavorsko)
- velkokříž Řádu Fridrichova (Württembersko)
- Řád Albrechtův I. třídy (Sasko)
- Vévodský sasko-ernestinský domácí řád II. třídy (Sasko)
- rytíř Řádu bílého orla (Srbsko)
- komandér Řádu Leopolda (Belgie)
- Řád rumunské hvězdy (Rumunsko)
- Řád lva a slunce (Persie)
- Železný půlměsíc (Turecko)